# Antonio Carrión López
Antonio Manuel Carrión López (Antequera, 1935-Puerto Real, 24 de abril de 2018) fue un político español del Partido Popular, alcalde de Puerto Real desde 17 de junio de 1995 al 2 de enero de 1998.

## Biografía
Carrión López se graduó, realizando sus estudios en el Colegio de Graduados sociales, Llegando a Puerto Real con la edad de 15 años, comenzando como pinche en el astillero de Matagorda, donde más tarde se preparó como jefe de informática. Fue junto con su esposa, el fundador de la Asesoría Carrión, fundada el 24 de abril de 1974, el cual sigue heredado por sus dos hijos. 
Como alcalde luchó para resolver el polémico rescate del puente, además arregló gran parte del endeudamiento municipal y colocó la primera piedra de la urbanización del polígono. 
En las elecciones municipales de 1999, repitió como cabeza de lista, obteniendo cinco concejales del Partido Popular, pero dimitió unos meses después por razones familiares, falleciendo a los 83 años de edad en Puerto Real, en la madrugada del 24 de abril de 2018.
Fue el primer y único alcalde del Partido Popular en la villa. Su elección fue conocida como el Pacto por Puerto Real, firmado por los partidos del PP, el PSOE, el Partido Andalucista y el C+E. 